# ウィズ (コンビニエンスストア)
ウィズとは、かつて北海道で展開していたコンビニエンスストアである。
現在は消滅している。

## 沿革
- 1997年にパルムから分離[1]。当初は12店あり、店舗を拡大していったが、営業不振やオーナーの高齢化などで年々店舗は減少。
- 2004年頃 - ウィズ本部を兼ねていた南新川店がセイコーマートに転換し、本部が消滅。（現在は閉店）
- 2015年に最後の店舗が閉店し消滅した。